# Fagopyrum lineare
Fagopyrum lineare là một loài thực vật có hoa trong họ Rau răm. Loài này được (Sam.) Haraldson mô tả khoa học đầu tiên năm 1978.